# José María Bengoetxea
José María Bengoetxea Larrinaga (Ondarroa, 5 gennaio 1956) è un ex calciatore spagnolo.

## Carriera
Cresciuto nella cantera dell'Athletic Bilbao, debutta con la prima squadra nella Liga il 26 settembre 1976 nella partita Salamanca-Athletic (3-0).
Disputa quattro campionati con i rojiblancos, dopodiché scende nella Segunda División con Celta Vigo e Alavés, per concludere la carriera nel 1985 con il Sestao.

## Palmarès

### Club

#### Competizioni nazionali
- Segunda División B: 1

Sestao Sport: 1984-1985